# جيم لهرر
جيمس تشارلز «جيم» لهرر (بالإنجليزية:  (James Charles "Jim" Lehrer) (/[invalid input: 'icon']ˈlɛərər/;James Charles "Jim" Lehrer ولد في 19 مايو 1934) هو صحفي أمريكي ورئيس تحرير ومذيع أخبار سابق في بي بي إس نيوز أور في بي بي إس ومعروف بدوره كمدير للمناظرات المتكررة أثناء الانتخابات. ولهرر مؤلفات في الواقع والخيال، مستقاة من تجاربه واهتماماته التاريخية والسياسية.

## النشأة
ولد لهرر في ويجيتا، كانساس وهو ابن لويس كاترين (Lois Catherine)، التي كانت تعمل محاسبة في بنك، وهاري فريدريك لهرر (Harry Frederick Lehrer) وكان مديرًا لمحطة حافلات. التحق في المرحلة الإعدادية بمدرسة في بومونت، تكساس، وتخرج من مدرسة توماس جيفرسون الثانوية (سان أنطونيو، تكساس)، حيث كان واحدًا من المحررين الرياضيين الثلاثة في إعلان جيفرسون. وتخرج أيضًا من كلية فيكتوريا في ولاية تكساس وكلية الصحافة في جامعة ميزوري. والتحق لهرر بـقوات المشاة البحرية للولايات المتحدة وينسب إلى خدمته ورحلته هذه بأنها ساعدته على التمعن في ماضيه وإحساس التواصل مع العالم الذي لم يجربه قبل ذلك.

## الوظائف
بدأ لهرر حياته العملية كصحفي في دالاس مورنينغ نيوز ودالاس تايمز هيرالد، حيث كان يغطي اغتيال جون إف كينيدي في 1963. ومن 1970 حتى 1973، كان لهرر مذيع أخبار يثب برنامجًا لأخبار القصة الفردية، وهو غرفة الأخبار (Newsroom) في كيرا تي في، وهو عبارة عن محطة تابعة لـ الإذاعة العامة في دالاس. وبدأ لهرر في العمل مع شبكة بي بي إس عام 1973، وفي عام 1975 تطور وشارك في إذاعة تقرير ماكنيل/لهرر مع روبرت ماكنيل(Robert MacNeil). ومؤخرًا سمي برنامج الأخبار باسم ماكنيل ولهرر نيوز أور، وبعد رحيل ماكنيل عام 1995 سمي هذا العرض باسم نيوز أور مع جيم لهرر(The NewsHour with Jim Lehrer) وأخيرًا التحق بـبي بي إس نيوز أور للعمل بها في 2009.
وخضع لهرر لجراحة في صمام القلب في أبريل عام 2008، وبينما كان يتعافى حل محله راي سواريز (Ray Suarez) حتى عودته في 28 يونيو 2008.
وفي 12 مايو 2011، صرح لهرر أنه سيعتزل العمل كمذيع أخبار من بي بي إس نيوز أور في 6 يوينو 2011، ولكنه استمر في رئاسة قطاعات تحليل أخبار فرايداي (Friday) واستمر بالمشاركة مع شركات إنتاج العروض، مثل ماكنيل/لهرر برودكشنز.

## إدارة المناظرات الرئاسية
لقبه برنارد شو الصحفي في سي إن إن بـ «عميد مديري المناظرات»، فقد أدار لهرر اثنتي عشرة مناظرة لمرشحي الرئاسة، بما في ذلك أول مناظرة رئاسية بين أعضاء مجلس الشيوخ وباراك أوباما وجون ماكين في 26 سبتمبر 2008. وشارك لهرر في العديد من المشروعات المتعلقة بالمناظرات، بما في ذلك أفلام وثائقية تناقش الجدل حول مصيرنا في عام 2000 و2008. وتحتوي الأفلام الوثائقية على مقتطفات من اللقاءات الحصرية للهرر مع معظم المرشحين لمنصب نائب الرئيس منذ 1976.
واستضاف لهرر أول مناظرة انتخابات رئاسية أمريكية لـالانتخابات العامة الرئاسية الأمريكية لعام 2012. وقد اعتزل إدارة أي مناظرات بعد 2008، ولكن لجنة الانتخابات الرئاسية أصرت على إدارته للمناظرة وقبل واهتم بتقديمها في صورة جديدة. وعقدت المناظرة في جامعة دنفر، دنفر، كولورادو وغطت قضايا السياسة الداخلية. خرج لهرر من التقاعد النصفي لإدارة 12 مناظرة رئاسية، وتعرض لنقض من قبل وسائل الإعلام الاجتماعية وفي الصحافة بسبب ضعفه على السيطرة وأسئلته المفتوحة. وفي المقابل أُشيد له بإعطاء الفرصة للمرشحين في المناظرة وفقًا لشروطهم.

## حياته الشخصية
كان لهرر يهوى العمل كسائق حافلات. وكان والده سائق حافلة وعمل لفترة وجيزة في شركة حافلات. وفي خمسينيات القرن الماضي كان يعمل عميل تذاكر طرق في فيكتوريا، تكساس بينما كان طالبًا جامعيًا. وهو من مؤيدي متحف حافلة المحيط الهادئ (Pacific Bus Museum) في ويليامز، كاليفورنيا ومتحف نقل الحافلات (Museum of Bus Transportation) في هرشي، بنسيلفانيا. كما أنه من هواة جمع تذاكر الحافلة، بما في ذلك علامات المحطة وقبعات السائق والألعاب القديمة على هيئة حافلة.
تزوج لهرر من الروائية كيت لهرر. ولديهما ثلاث بنات وستة أحفاد.

## أوسمة الشرف والجوائز
- زميل الأكاديمية الأمريكية للفنون والعلوم (1991)
- وسام الشرف من كلية الصحافة بجامعة ميزوري
- جائزة مؤسسة ويليام ألن وايت للجدارة الصحفية
- جائزة جورج فوستر بيبودي
- جائزة فريد فريندلي لأفضل تعديل،
- جائزة إيمي
- الدائرة الفضية للأكاديمية الوطنية للفنون والعلوم التلفزيونية (1999)
- قاعة مشاهير التلفزيون (1999)
- الميدالية الوطنية للعلوم الإنسانية (1999)

## قائمة المصادر
روايات (مسلسل ماك الأعور)
- Lehrer، Jim (1988). Kick the Can. New York: Putnam. {{استشهاد بكتاب}}: الوسيط غير المعروف |الرقم المعياري= تم تجاهله يقترح استخدام |ردمك= (مساعدة)
- Lehrer، Jim (1989). Crown Oklahoma. New York: Putnam. {{استشهاد بكتاب}}: الوسيط غير المعروف |الرقم المعياري= تم تجاهله يقترح استخدام |ردمك= (مساعدة)
- Lehrer، Jim (1990). The Sooner Spy. New York: Putnam. {{استشهاد بكتاب}}: الوسيط غير المعروف |الرقم المعياري= تم تجاهله يقترح استخدام |ردمك= (مساعدة)
- Lehrer، Jim (1991). Lost and Found. New York: Putnam. {{استشهاد بكتاب}}: الوسيط غير المعروف |الرقم المعياري= تم تجاهله يقترح استخدام |ردمك= (مساعدة)
- Lehrer، Jim (1992). Short List. New York: Putnam. {{استشهاد بكتاب}}: الوسيط غير المعروف |الرقم المعياري= تم تجاهله يقترح استخدام |ردمك= (مساعدة)
- Lehrer، Jim (1994). Fine Lines. New York: Random House. {{استشهاد بكتاب}}: الوسيط غير المعروف |الرقم المعياري= تم تجاهله يقترح استخدام |ردمك= (مساعدة)

روايات (مسلسل تشارلي هندرسون)
- Lehrer، Jim (1993). Blue Hearts. New York: Random House. {{استشهاد بكتاب}}: الوسيط غير المعروف |الرقم المعياري= تم تجاهله يقترح استخدام |ردمك= (مساعدة)
- Lehrer، Jim (1998). Purple Dots. New York: Random House. {{استشهاد بكتاب}}: الوسيط غير المعروف |الرقم المعياري= تم تجاهله يقترح استخدام |ردمك= (مساعدة)

روايات (مستقلة)
- Lehrer، Jim (1966). Viva Max!. New York: Duell, Sloan & Pearce. ASIN:B001TNUMVE.
- Lehrer، Jim (1995). The Last Debate. New York: Random House. {{استشهاد بكتاب}}: الوسيط غير المعروف |الرقم المعياري= تم تجاهله يقترح استخدام |ردمك= (مساعدة)
- Lehrer، Jim (1996). White Widow. New York: Random House. {{استشهاد بكتاب}}: الوسيط غير المعروف |الرقم المعياري= تم تجاهله يقترح استخدام |ردمك= (مساعدة)
- Lehrer، Jim (2000). The Special Prisoner. New York: Random House. {{استشهاد بكتاب}}: الوسيط غير المعروف |الرقم المعياري= تم تجاهله يقترح استخدام |ردمك= (مساعدة)
- Lehrer، Jim (2002). No Certain Rest. New York: Random House. {{استشهاد بكتاب}}: الوسيط غير المعروف |الرقم المعياري= تم تجاهله يقترح استخدام |ردمك= (مساعدة)
- Lehrer، Jim (2004). Flying Crows: A Novel. New York: Random House. {{استشهاد بكتاب}}: الوسيط غير المعروف |الرقم المعياري= تم تجاهله يقترح استخدام |ردمك= (مساعدة)
- Lehrer، Jim (2005). The Franklin Affair. New York: Random House. {{استشهاد بكتاب}}: الوسيط غير المعروف |الرقم المعياري= تم تجاهله يقترح استخدام |ردمك= (مساعدة)
- Lehrer، Jim (2005). False Moves. New York: Random House. {{استشهاد بكتاب}}: الوسيط غير المعروف |الرقم المعياري= تم تجاهله يقترح استخدام |ردمك= (مساعدة)
- Lehrer، Jim (2006). The Phony Marine. New York: Random House. {{استشهاد بكتاب}}: الوسيط غير المعروف |الرقم المعياري= تم تجاهله يقترح استخدام |ردمك= (مساعدة)
- Lehrer، Jim (2007). Eureka. New York: Random House. {{استشهاد بكتاب}}: الوسيط غير المعروف |الرقم المعياري= تم تجاهله يقترح استخدام |ردمك= (مساعدة)
- Lehrer، Jim (2009). Oh, Johnny. New York: Random House. {{استشهاد بكتاب}}: الوسيط غير المعروف |الرقم المعياري= تم تجاهله يقترح استخدام |ردمك= (مساعدة)
- Lehrer، Jim (2010). Super. New York: Random House. {{استشهاد بكتاب}}: الوسيط غير المعروف |الرقم المعياري= تم تجاهله يقترح استخدام |ردمك= (مساعدة)

مذكرات
- Lehrer، Jim (1975). We Were Dreamers. New York: Atheneum. {{استشهاد بكتاب}}: الوسيط غير المعروف |الرقم المعياري= تم تجاهله يقترح استخدام |ردمك= (مساعدة)
- Lehrer، Jim (1992). A Bus of My Own. New York: Putnam. {{استشهاد بكتاب}}: الوسيط غير المعروف |الرقم المعياري= تم تجاهله يقترح استخدام |ردمك= (مساعدة)
- Lehrer، Jim (2011). Tension City. New York: Random House. {{استشهاد بكتاب}}: الوسيط غير المعروف |الرقم المعياري= تم تجاهله يقترح استخدام |ردمك= (مساعدة)

النصوص السينمائية
- قراءة معدلة لراوية الأرملة البيضاء كتبها لوك ويلسن (Luke Wilson)[21][22]
- يحيا ماكس! (1969) الكتابة موثقة من بيكر إليوت(Elliott Baker)
- المناظرة الأخيرة (2000) الكتابة موثقة من جون ماس (Jon Maas)

مسرحيات
- ويل آند بارت شو (The Will and Bart Show)
- تشرش كي تشارلي بلو (Church Key Charlie Blue)
- تشيلي كوين (Chili Queen)

## وصلات خارجية
- جيم لهرر على موقع IMDb (الإنجليزية)
- جيم لهرر على موقع الموسوعة البريطانية (الإنجليزية)
- جيم لهرر على موقع إن إن دي بي (الإنجليزية)
- جيم لهرر على موقع قاعدة بيانات الفيلم (الإنجليزية)